# Francisco Javier Rodríguez
Francisco Javier 'Maza' Rodríguez Pinedo (Mazatlán (Mexico), 20 oktober 1981) is een Mexicaans voormalig voetballer die als centrale verdediger speelt bij Cruz Azul. Rodríguez gebruikt zijn bijnaam 'Maza' als voetbalnaam. Tussen 2004 en 2015 speelde hij 108 interlands voor Mexico, waarin hij één keer scoorde.

## Clubcarrière
Rodríguez is een verdediger die zijn carrière in 2002 begon bij Club Deportivo Guadalajara. Zijn bijnaam verwijst naar zijn geboorteplaats, Mazatlán. Hij kreeg deze in de jeugdopleiding van Chivas, waar het een gewoonte is jongens uit andere streken een bijnaam te geven die verwijst naar hun plaats van afkomst.
Rodríguez speelde van 2002 tot 2008 bij Chivas en werd met de club landskampioen in 2006 in de Mexicaanse Primera Divisíon; dit gebeurde doordat ze na de reguliere competitie achtste stonden, maar via play-offs het kampioenschap wonnen. PSV maakte op 10 mei 2008 bekend dat ze een overeenkomst hadden bereikt met de club van Rodríguez over een transfer en deze snel wilden afronden. Hij kostte PSV 3,2 miljoen euro en werd bij de club herenigd met zijn ploeggenoot van het Mexicaans voetbalelftal  en voormalig teamgenoot van Chivas Carlos Salcido. Op 30 mei 2008 tekende Rodríguez een contract voor drie seizoenen, waarna PSV in maart 2011 een optie in zijn contract lichtte en hem tot medio 2013 aan de club verbond.
Op 14 juli 2011 maakte PSV bekend dat VfB Stuttgart Rodríguez overnam voor een onbekende transfersom. Hij tekende een contract voor drie seizoenen. In 2013 keerde hij terug naar zijn vaderland, waar hij ging spelen voor Club América. Hij maakte in de zomer van 2014 de overstap naar Cruz Azul. Hij speelde twee seizoenen op huurbasis voor Lobos BUAP waar hij in 2019 zijn loopbaan besloot.

## Statistieken
| Seizoen                        | Club                           | Competitie       | Wedstrijden | Doelpunten |
| ------------------------------ | ------------------------------ | ---------------- | ----------- | ---------- |
| 2002/03                        | Club Deportivo Guadalajara     | Primera División | 2           | 0          |
| 2003/04                        | Club Deportivo Guadalajara     | Primera División | 25          | 0          |
| 2004/05                        | Club Deportivo Guadalajara     | Primera División | 28          | 0          |
| 2005/06                        | Club Deportivo Guadalajara     | Primera División | 26          | 0          |
| 2006/07                        | Club Deportivo Guadalajara     | Primera División | 32          | 3          |
| 2007/08                        | Club Deportivo Guadalajara     | Primera División | 31          | 0          |
| 2008/09                        | PSV                            | Eredivisie       | 9           | 1          |
| 2009/10                        | PSV                            | Eredivisie       | 29          | 1          |
| 2010/11                        | PSV                            | Eredivisie       | 22          | 2          |
| 2011/12                        | VfB Stuttgart                  | Bundesliga       | 26          | 2          |
| 2012/13                        | VfB Stuttgart                  | Bundesliga       | 14          | 0          |
| 2012/13                        | Club América                   | Liga MX          | 22          | 0          |
| 2013/14                        | Club América                   | Liga MX          | 23          | 1          |
| 2014/15                        | Cruz Azul                      | Liga MX          | 30          | 0          |
| 2015/16                        | Cruz Azul                      | Liga MX          | 21          | 0          |
| 2016/17                        | Cruz Azul                      | Liga MX          | 3           | 0          |
| 2017/18                        | → Lobos BUAP                   | Liga MX          | 28          | 2          |
| 2018/19                        | → Lobos BUAP                   | Liga MX          | 24          | 1          |
| Bijgewerkt op 23 februari 2019 | Bijgewerkt op 23 februari 2019 | Totaal           | 395         | 13         |

## Erelijst
Atlas Guadalajara
- Primera División

Apertura 2006/07
 PSV
- Johan Cruijff Schaal

2008
 Club América
- Primera División

Clausura 2012/13